# Centro Comercial Cortana
El Centro Comercial Cortana (en inglés: Cortana Mall) es un centro comercial de nivel medio en Baton Rouge, Luisiana, al sur de Estados Unidos. Se encuentra concretamente en la intersección de la autopista Airline. y el bulevar Florida. Cuando se dio su apertura en 1976, fue uno de los 10 mejores centros comerciales más grandes del mundo. En la actualidad es propiedad de Moonbeam Equities de Las Vegas, NV y es gestionado por la compañía Woodmont. Es actualmente uno de los dos centros comerciales regionales de Baton Rouge, debido a que el ex Bon Marche Mall, se cerró en 1998 y desde 1997, Cortana compite con el centro comercial Mall of Louisiana, sirviendo como dos de los principales destinos de compras de Baton Rouge.